# 빅토리아 국립미술관

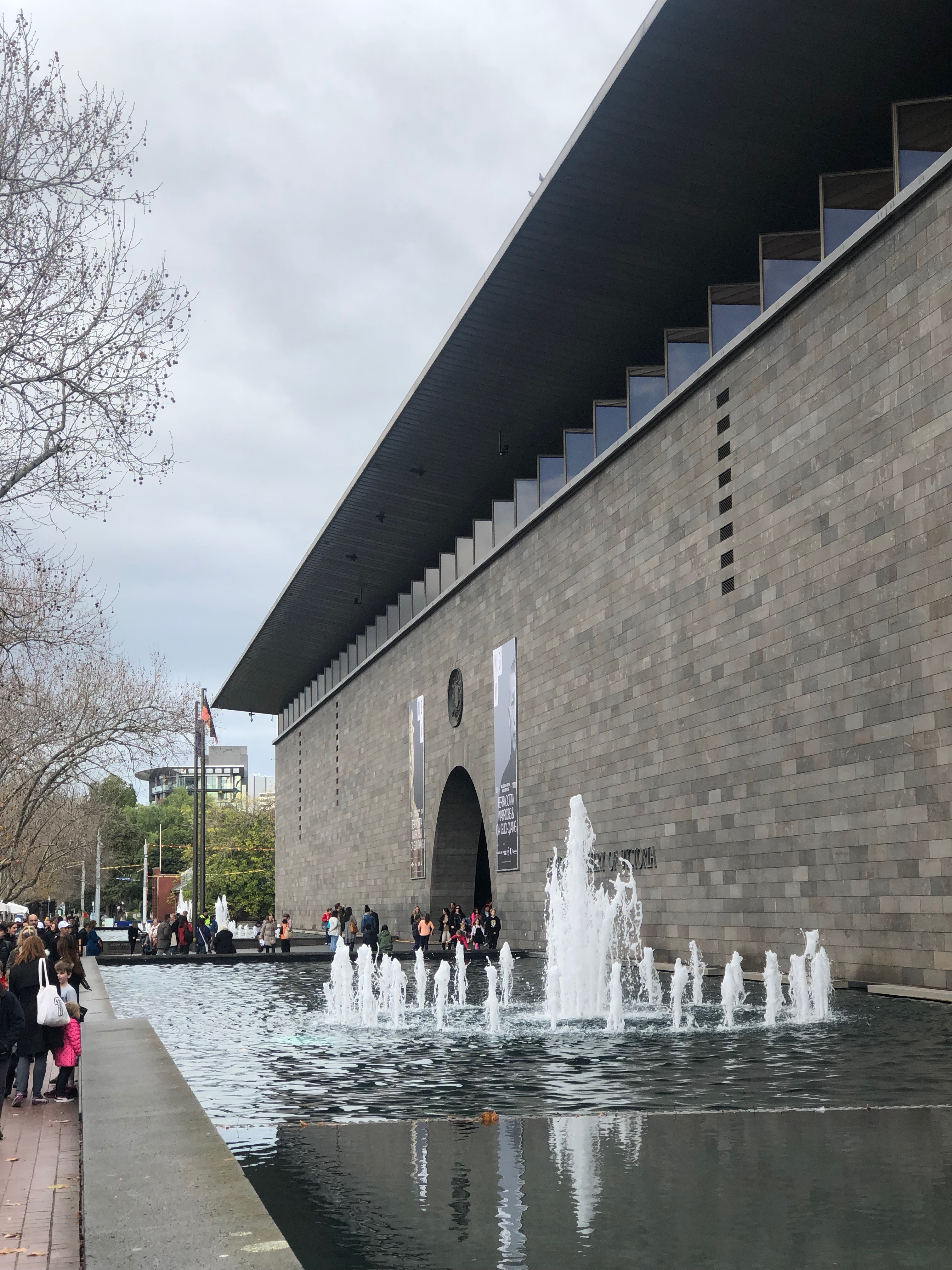

빅토리아 국립미술관(National Gallery of Victoria, NGV)은 오스트레일리아 빅토리아주 멜버른 중심가에 위치한 국립미술관이다. 세계 최고의 다양한 호주 예술작품들을 소장하고 있으며 호주 원주민의 현대작품도 상설 전시하고 있다. 1861년에 설립된, 오스트레일리아에서 가장 오래되고 가장 크고 가장 방문객 수가 많은 미술관이다.

## 같이 보기
- 가장 큰 미술관 목록